# ピョートル・ウスペンスキー
ピョートル・デミアノヴィッチ・ウスペンスキー（Пётр Демьянович Успенский、1878年3月4日 - 1947年10月2日）は、ロシアの神秘思想家。モスクワでジャーナリストとして活躍する傍ら、神秘学、数学、哲学などの研究を行い著作を著す。神秘思想家グルジエフとの出会いは彼に多大な影響を与えた。

## グルジエフとの出会い
1915年、ウスペンスキーはゲオルギイ・グルジエフに出会った。2人が出会った場所は騒々しい通りに面したカフェだった。ウスペンスキーはグルジエフを一目見て強い印象を受ける。黒い高山帽に黒いオーバー、立派な口髭をたくわえ、鋭い目をしたその男グルジエフはまったく場違いであり、東洋の紳士が変装をしているようにウスペンスキーには見えた。だが、グルジエフは事実変装をしていたのだった。場違いがもたらす奇妙な印象はグルジエフの演出のうちだった。ウスペンスキーはグルジエフのサークルに身を投じ、結局8年間を彼と一緒に過ごすことになる。その時の記録は『奇蹟を求めて』（原題：知られざる教えの断片）という本に著されており、これはグルジエフ思想の理論的側面を知るうえでの最も重要な文献である。

## グルジエフとの決別
ウスペンスキーはグルジエフを秘教スクールの指導者として尊敬し傾倒していたが、結局はグルジエフのもとを去ることになる。グルジエフの方法論にウスペンスキーの気質が合わなかったことが原因であると言われる。記録からすれば1917年ごろからウスペンスキーはグルジエフその人とグルジエフの教えとを区別するようになる。1924年1月にロンドンの講義にて完全な決別宣言を行った。決別宣言後は、ウスペンスキーは教えのことを「システム」と呼び、自分独自で研究を進めた。秘教的な源泉からの直接的な接触をウスペンスキーは待っていたが、思うようにはいかなかったようだ。イギリスを拠点に講義などの活動を続け、1940年にはアメリカにわたっている。1947年イギリスに戻ってきてからまもなく死去する。イギリスでは多くの文化人に影響を与えた。ウスペンスキーの死後、組織は混乱し、グループのメンバーの多くはグルジエフのワークグループに参加した。モーリス・ニコルの著作がウスペンスキー流「システム」の理論面の体系を比較的良くあらわしている。

## ウスペンスキーの思想の変遷
ウスペンスキーにとってグルジエフに出会う前と後では、思想に大きく変化がある。出会う前に出版された「ターシャム・オーガナム」はウスペンスキー本人の思想を良くあらわしたものと考えられる。グルジエフとの決別後は、その思想はウスペンスキー的な明晰さを特徴としながらも、グルジエフ思想でもなく、「ターシャム・オーガナム」でもないことが追求される。グルジエフとの決別後は、秘教的な源泉、あるいは思想的源泉を持たずして、示しえないものを言語で定式化しようとする試みであり、興味深いものではあったが、本源的変化をおこすための思想としては不十分であったことは否めない。

## 主な著作
- 『奇蹟を求めて』 平河出版
- 『宇宙の新しいモデル』　コスモス・ライブラリー
- 『ターシャム・オルガヌム』　コスモス・ライブラリー